# Cristiana Monina
Cristiana Monina (5 de enero de 1970) es una deportista italiana que compitió en vela en la clase Laser Radial. Ganó una medalla de oro en el Campeonato Europeo de Laser Radial de 1996.

## Palmarés internacional
| \| Campeonato Europeo \| Campeonato Europeo \| Campeonato Europeo \| Campeonato Europeo \| \| Año \| Lugar \| Medalla \| Clase \| \| ------------------ \| ------------------ \| ------------------ \| ------------------ \| \| 1996 \| Quiberon (Francia) \| Medalla de oro \| Laser Radial \| |                    |                |              |
| Campeonato Europeo |                    |                |              |
| Año | Lugar              | Medalla        | Clase        |
| 1996 | Quiberon (Francia) | Medalla de oro | Laser Radial |